# Sergiolus minutus
Sergiolus minutus är en spindelart som först beskrevs av Banks 1898.  Sergiolus minutus ingår i släktet Sergiolus och familjen plattbuksspindlar. Inga underarter finns listade i Catalogue of Life.